# Daniel Holtz
Daniel Holtz är en fiktiv figur i Buffy och vampyrerna/Angel. Han levde på 1700-1800-talet. Hans barn och fru blev mördade av Angel när han var Angelus. Holtz söker hämnd och reser framåt i tiden för att hämnas på Angel genom att ta hans son: Connor. Senare i serien tar han Connor och springer in i en portal med Angel jagande bakom honom. När Holtz springer in i helvetesdimensionen Quor-Toth stängs portalen, och Angel kommer inte in. Det slutar med att både Connor (som då blir tonåring) och Holtz hittar en väg ut ur Quor-Toth, sen lurar Holtz Connor att Angel hade dödat Holtz, så Connor lurar Angel och låter honom vara på havets botten ändå tills Wesley räddar honom.